# 許季同
许季同（8世纪？—824年8月9日），唐朝京兆长安人，许孟容之弟。
许季同开始署西川韦皋府判官。刘辟反唐，许季同弃妻儿归京，拜监察御史。许季同为长安县令，京兆尹元义方责备他们不能按时交租赋，要拘禁二县县吏，将要问罪。万年县令杜羔等苦苦辩白，京兆尹不放。杜羔去见宰相，请转任散官。唐宪宗派遣宦官问情况，他回答京兆府政令苛细，遵守民力不堪。下诏许季同、杜羔全部免官，京兆尹夺俸三月。后来许季同转任兵部郎中。许孟容为礼部侍郎，改任许季同为京兆少尹。京兆尹元义方出为鄜坊观察使，劾奏宰相李绛与许季同举同年进士，任官数月就被改任。唐宪宗问李绛，李绛说：“进士、明经，一年考中大抵百人，吏部得官至千人，私下称为同年，本不是亲旧。现在许季同为兄长避嫌改任少尹，岂是臣所助？忠臣事君，不以私害公，任官有才，虽亲旧也当任用。避嫌不用，是臣下谋身，不是天子用人之意。”皇帝同意了。许季同后任宣歙观察使，担任大理卿时，李渤弹劾他应考中下。长庆元年（821年）十月廿六，以秘书监许季同为华州刺史，充潼关防御、镇国军使。长庆二年（822年）十月廿二，以前华州刺史许季同为工部侍郎。长庆四年（824年）七月十一，太子宾客许季同去世。